# Huasca de Ocampo
Huasca de Ocampo är en kommunhuvudort i Mexiko.   Den ligger i kommunen Huasca de Ocampo och delstaten Hidalgo, i den sydöstra delen av landet, 100 km nordost om huvudstaden Mexico City. Huasca de Ocampo ligger 2 110 meter över havet och antalet invånare är 538.
Terrängen runt Huasca de Ocampo är huvudsakligen kuperad, men österut är den platt. Runt Huasca de Ocampo är det ganska tätbefolkat, med 93 invånare per kvadratkilometer. Närmaste större samhälle är Pachuca de Soto, 19,0 km sydväst om Huasca de Ocampo. I omgivningarna runt Huasca de Ocampo växer i huvudsak blandskog.